# Episodi di Girls (quinta stagione)
La quinta stagione della serie televisiva Girls è stata trasmessa sul canale statunitense HBO dal 21 febbraio al 17 aprile 2016.
In Italia, l'intera stagione è stata resa disponibile l'8 giugno 2020 su Sky Box Sets e trasmessa sul canale satellitare Sky Atlantic dall'8 al 12 giugno 2020.
| n° | Titolo originale          | Prima TV USA     | Pubblicazione Italia |
| -- | ------------------------- | ---------------- | -------------------- |
| 1  | Wedding Day               | 21 febbraio 2016 | 8 giugno 2020        |
| 2  | Good Man                  | 28 febbraio 2016 | 8 giugno 2020        |
| 3  | Japan                     | 6 marzo 2016     | 8 giugno 2020        |
| 4  | Old Loves                 | 13 marzo 2016    | 8 giugno 2020        |
| 5  | Queen for Two Days        | 20 marzo 2016    | 8 giugno 2020        |
| 6  | The Panic in Central Park | 27 marzo 2016    | 8 giugno 2020        |
| 7  | Hello Kitty               | 3 aprile 2016    | 8 giugno 2020        |
| 8  | Homeward Bound            | 10 aprile 2016   | 8 giugno 2020        |
| 9  | Love Stories              | 17 aprile 2016   | 8 giugno 2020        |
| 10 | I Love You Baby           | 17 aprile 2016   | 8 giugno 2020        |

## Wedding Day
- Diretto da: Lena Dunham
- Scritto da: Lena Dunham

### Trama
Marnie è agitata per il suo matrimonio con Desi, ma si sforza di sembrare una sposa rilassata e non perdere il controllo della situazione. Fran ha un imbarazzante primo incontro con Adam. Desi (al suo ottavo fidanzamento ufficiale) è in preda a un attacco di panico, e Ray (ancora innamorato di Marnie) lo convince involontariamente a non far saltare il matrimonio. Adam e Jessa si baciano.

## Good Man
- Diretto da: Lena Dunham
- Scritto da: Jenni Konner e Lena Dunham

### Trama
Il coinquilino di Fran dà di matto e Hannah invita il suo ragazzo a stare da lei. Gli affari di Ray vanno malissimo a causa della concorrenza con il bar di fronte, l'Helvetica. Adam e Jessa si incontrano a una riunione di alcolisti anonimi e lui le propone di frequentarsi come amici. A scuola Hannah è rimproverata dal preside per aver detto ai suoi alunni delle medie di leggere Goodbye, Columbus di Philip Roth. Intanto il padre la chiama in lacrime perché ha dimenticato il portafoglio a casa di Keith, un uomo conosciuto su un sito di incontri per gay.

## Japan
- Diretto da: Jesse Peretz
- Scritto da: Jenni Konner

### Trama
Hannah scopre che Fran conserva sul cellulare le foto delle sue ex ragazze nude. A Tokyo Shoshanna si è ambientata e flirta con il suo capo giapponese Yoshi. Ma all'improvviso, dall'America, Abigail le comunica che sono costretti a licenziarla. Scott è contento che Shoshanna ritorni a New York e le propone di prendere il primo aereo. Lei invece decide di restare in Giappone. Adam bacia di nuovo Jessa, che stavolta non ricambia e va via.

## Old Loves
- Diretto da: Jesse Peretz
- Scritto da: Bruce Eric Kaplan

### Trama
Hannah e Fran sono in disaccordo sui loro metodi di insegnamento. Marnie si infuria quando scopre che Desi ha avviato un progetto di ristrutturazione del loro appartamento senza prima consultarla. Invece, la relazione tra Elijah e il famoso giornalista televisivo Dill Harcourt si fa sempre più intensa. Jessa litiga con Hannah e va a letto con Adam.

## Queen for Two Days
- Diretto da: Jesse Peretz
- Scritto da: Tami Sagher

### Trama
Per allontanarsi un po' da Fran, Hannah accetta di accompagnare la madre Loreen a un weekend nella natura per sole donne. Intanto Shoshanna ha trovato lavoro come assistant manager in un neko café e ha cominciato a frequentare Yoshi, quando riceve la visita di Abigail. Si offre di farle da guida, durante il suo giorno libero, convinta di riuscire a farle cambiare idea su Tokyo e farla innamorare della cultura giapponese. Alla fine del weekend Loreen decide di non chiedere il divorzio al marito, e Shoshanna capisce di aver nostalgia dell'America. Nel frattempo a New York Jessa chiede un prestito a sua sorella Minerva per poter intraprendere gli studi e un giorno diventare terapeuta ma, quando lei rifiuta, Adam propone di finanziare gli studi con i soldi che ha guadagnato come attore.

## The Panic in Central Park
- Diretto da: Richard Shepard
- Scritto da: Lena Dunham

### Trama
In seguito a un litigio con Desi, Marnie esce a fare due passi e incontra Charlie, il suo ex. Dopo un po' scopre che lui ora fa lo spacciatore. Trascorre con Charlie una giornata surreale che la aiuta a capire di aver commesso un errore sposando Desi.

## Hello Kitty
- Diretto da: Richard Shepard
- Scritto da: Sarah Heyward

### Trama
Il preside è sul punto di licenziare Hannah per il modo poco lusinghiero in cui, di fronte agli alunni, parla dei colleghi. Durante il colloquio, non sapendo cosa rispondere, per chiudere la conversazione Hannah fa una scena alla Sharon Stone in Basic Instinct, che fa infuriare Fran. Durante una festa a casa di Dill Harcourt, Elijah comincia a nutrire il sospetto di essere solo uno dei suoi tanti amanti. Adam recita nello spettacolo 38 Neighbors che mette in scena l'omicidio di Kitty Genovese. Nel corso della rappresentazione, Marnie aggiorna Ray e Hannah sulla decisione di chiedere il divorzio; Desi invece la informa che hanno richiesto il loro brano Matter of Waiting per la colonna sonora di Grey's Anatomy; infine Hannah intuisce che Adam e Jessa hanno una relazione.

## Homeward Bound
- Diretto da: Jamie Babbit
- Scritto da: Murray Miller

### Trama
Fran noleggia un camper per trascorrerci tutta l'estate con Hannah. Il viaggio on the road è appena cominciato quando lei scende per una sosta ai bagni pubblici, in un bosco un'ora e mezza a nord di New York, poi chiede a Fran di ripartire senza di lei e tronca la loro relazione. Quindi, rimasta sola, chiama i suoi amici perché qualcuno vada a prenderla. Marnie è impegnata in studio di registrazione con Desi, che non le rivolge più la parola e ha preso a frequentarsi con Tandice (esperta in comunicazione non violenta). Jessa aiuta Adam ad accudire la nipotina, visto che Caroline se n'è andata via di casa da giorni, abbandonando Liard e la piccola. L'unico disponibile è Ray... ma il loro viaggio di ritorno a New York si arresta subito per un incidente. Hannah finisce per accettare un passaggio da uno sconosciuto: Hector Medina, un latinoamericano che vuole rifarsi una vita in città per lasciarsi alle spalle il Nevada e la relazione violenta con la sua ex. Intanto, appena tornata dal Giappone, Shoshanna incontra per caso Scott in un sushi bar.

## Love Stories
- Diretto da: Alex Karpovsky
- Scritto da: Max Brockman, Jason Kim e Lena Dunham

### Trama
Dopo la loro rottura, Fran lascia casa di Hannah e lei avverte il preside Toby Cook di non voler continuare a insegnare. Subito dopo, incontra per caso la sua vecchia compagna di scuola Tally Schifrin, che è diventata una scrittrice e poetessa affermata. Intanto Shoshanna decide di mettere a frutto le sue capacità nel brand management per risollevare gli affari di Ray, schiacciato dalla concorrenza con il bar di fronte, l'Helvetica. Il rebranding farà diventare il locale di Ray un ritrovo anti-hipster. Nel frattempo Elijah convince Dill Harcourt a impegnarsi in una storia seria... ma non con lui. Infine Marnie fa un sogno romantico su Ray e comincia a pensare di provare qualcosa per lui.

## I Love You Baby
- Diretto da: Jenni Konner
- Scritto da: Judd Apatow, Lena Dunham e Jenni Konner

### Trama
Marnie e Desi stanno per partire per un tour, durante il quale apriranno anche il concerto dei The Lumineers a Boston, e lei chiede a Ray di accompagnarla. Quando Jessa prova a parlargli di Hannah, Adam si infuria e i due hanno una violenta discussione. Elijah e Loreen fanno il tifo per Hannah durante lo StorySLAM, un concorso di storytelling a tema gelosia, organizzato da The Moth. Intanto Tad bussa di nuovo alla porta di Keith.